# Pete Ray Biggin
Pete Ray Biggin (Sheffield, 11 november 1980) is een Brits drummer, basgitarist en componist. Hij beheerst meerdere stijlen, maar is gespecialiseerd soul en funk. Biggin speelde onder meer met The Specials, Mark Ronson, Amy Winehouse, Lily Allen, Jessie J, Incognito en Chaka Khan. Sinds 2010 is hij de vaste drummer van Level 42.

## Biografie
Biggin begon op vierjarige leeftijd met drummen; hij kreeg zijn eerste lessen van zijn vader Alan en is deels autodidact. Inspiratiebronnen waren onder meer Vinnie Colaiuta, Jeff Porcaro en Steve Gadd; later kwamen daar ook Buddy Rich, Tony Williams, Lenny White en Billy Cobham bij. In 1993 won de 12-jarige Biggin een nationale wedstrijd; hij hield er een sponsorcontract aan over bij bekkenfabrikant Sabian en begon al snel in clubs te spelen. In de late jaren negentig richtte hij zijn eerste eigen band op; Raiyn bestond ruim zeven jaar en viel uit elkaar na het maken van cd-opnamen. 
Biggin was dan al naar Londen verhuisd en uitgegroeid tot een veelgevraagd drummer; hij woonde in dezelfde buurt als Amy Winehouse die bij een van zijn optredens kwam kijken. Via een invalbeurt sloot Biggin zich bij haar band aan en was hij te zien in de videoclip van Valerie dat Winehouse opnam met Mark Ronson, producer van het Back to Black-album. Ronson vroeg Biggin voor een wereldtournee die onder meer de BBC Proms aandeed. 
In 2010 stapte Biggin over van Incognito naar Level 42, bands die in zijn geboortejaar waren opgericht en die hij via zijn ouders had leren kennen. Biggin kwam in de plaats van Gary Husband die hij al had ontmoet toen hij mocht meespelen bij de soundcheck van het concert in Sheffield op 12 oktober 1991.
Ondertussen had Biggin in 2008 PB Underground (later PBUG) opgericht; deze 12-koppige formatie, met andere Level 42-saxofonist Sean Freeman in de gelederen, bracht in 2012 een debuutsingle uit. Daarnaast trad Biggin toe tot de supergroep Lola's Day Off.
Op 21 november 2015 sloot Biggin de eerste dag van de London Drum Show af; hij werd bijgestaan door Mark King, bassist/zanger van Level 42. 
In 2016 kwam PBUG met het album Stand Up. Tijdens de bijbehorende tournee werd Nederland aangedaan met (verrassings)concerten op het Swingin' Groningen-festival in juni en in de kleine zaal van Paradiso op 20 december. 
Tijdens de lockdown in 2020 bracht Biggin het lesboek Drums at the Front uit.